# The D'Amelio Show
The D'Amelio Show é um reality show americano que se concentra na vida pessoal da família D'Amelio; irmãs Charli e Dixie e seus pais Heidi e Marc.
A primeira temporada estreou em 3 de setembro de 2021. A série se tornou a série sem roteiro mais assistida entre todos os títulos de primeira temporada do gênero, e foi renovada para uma segunda temporada, que estreou em 28 de setembro de 2022.

## Elenco

### Principal
- Charli D'Amelio
- Dixie D'Amelio
- Heidi D'Amelio
- Marc D'Amelio

### Recorrente
- Noah Beck[carece de fontes?]

## Episódios
| Temporada | Temporada | Episódios | Episódios | Originalmente lançado  | Originalmente lançado |
| Temporada | Temporada | Episódios | Episódios | Estreia da temporada   | Final da temporada    |
| --------- | --------- | --------- | --------- | ---------------------- | --------------------- |
|           | 1         | 8         | 8         | 3 de setembro de 2021  | 3 de setembro de 2021 |
|           | 2         | 10        | 10        | 28 de setembro de 2022 | 26 de outubro de 2022 |

### 1.ª temporada (2021)
| N.º na série | N.º na temp. | Título                                                                   | Lançamento            |
| ------------ | ------------ | ------------------------------------------------------------------------ | --------------------- |
| 1            | 1            | "Charli D'Amelio? What the Heck?" "Charli D'Amelio? Como É?"             | 3 de setembro de 2021 |
| 2            | 2            | "A True Story of Us" "A Nossa Verdadeira História"                       | 3 de setembro de 2021 |
| 3            | 3            | "No One Ever Says That to Your Face" "Ninguém Nunca Te Diz Isso na Cara" | 3 de setembro de 2021 |
| 4            | 4            | "Do You Feel Like It’s Worth It?" "Você Acha que Vale a Pena?"           | 3 de setembro de 2021 |
| 5            | 5            | "Head On a Swivel" "Alerta"                                              | 3 de setembro de 2021 |
| 6            | 6            | "Are You Okay?" "Você Está Bem?"                                         | 3 de setembro de 2021 |
| 7            | 7            | "Nothing Is As It Seems Online" "Nada É O Que Parece Online"             | 3 de setembro de 2021 |
| 8            | 8            | "Here's to 17!" "Saúde aos 17!"                                          | 3 de setembro de 2021 |

### 2.ª temporada (2022)
| N.º na série | N.º na temp. | Título                                                 | Lançamento             |
| ------------ | ------------ | ------------------------------------------------------ | ---------------------- |
| 9            | 1            | "Somewhere to Start" "Algum Lugar para Começar"        | 28 de setembro de 2022 |
| 10           | 2            | "The Time of My Life" "O Melhor Momento da Minha Vida" | 28 de setembro de 2022 |
| 11           | 3            | "Going Through a Break-Up" "Passando por um Término"   | 5 de outubro de 2022   |
| 12           | 4            | "Clout-Chasing Sister" "Irmã Caçadora de Influência"   | 5 de outubro de 2022   |